# Туєндат (Зирянський район)
Туєнда́т (рос. Туендат) — село у складі Зирянського району Томської області, Росія. Входить до складу Високівського сільського поселення.

## Населення
Населення — 172 особи (2010; 259 у 2002).
Національний склад (станом на 2002 рік):
- росіяни — 87 %